# Zanichelli

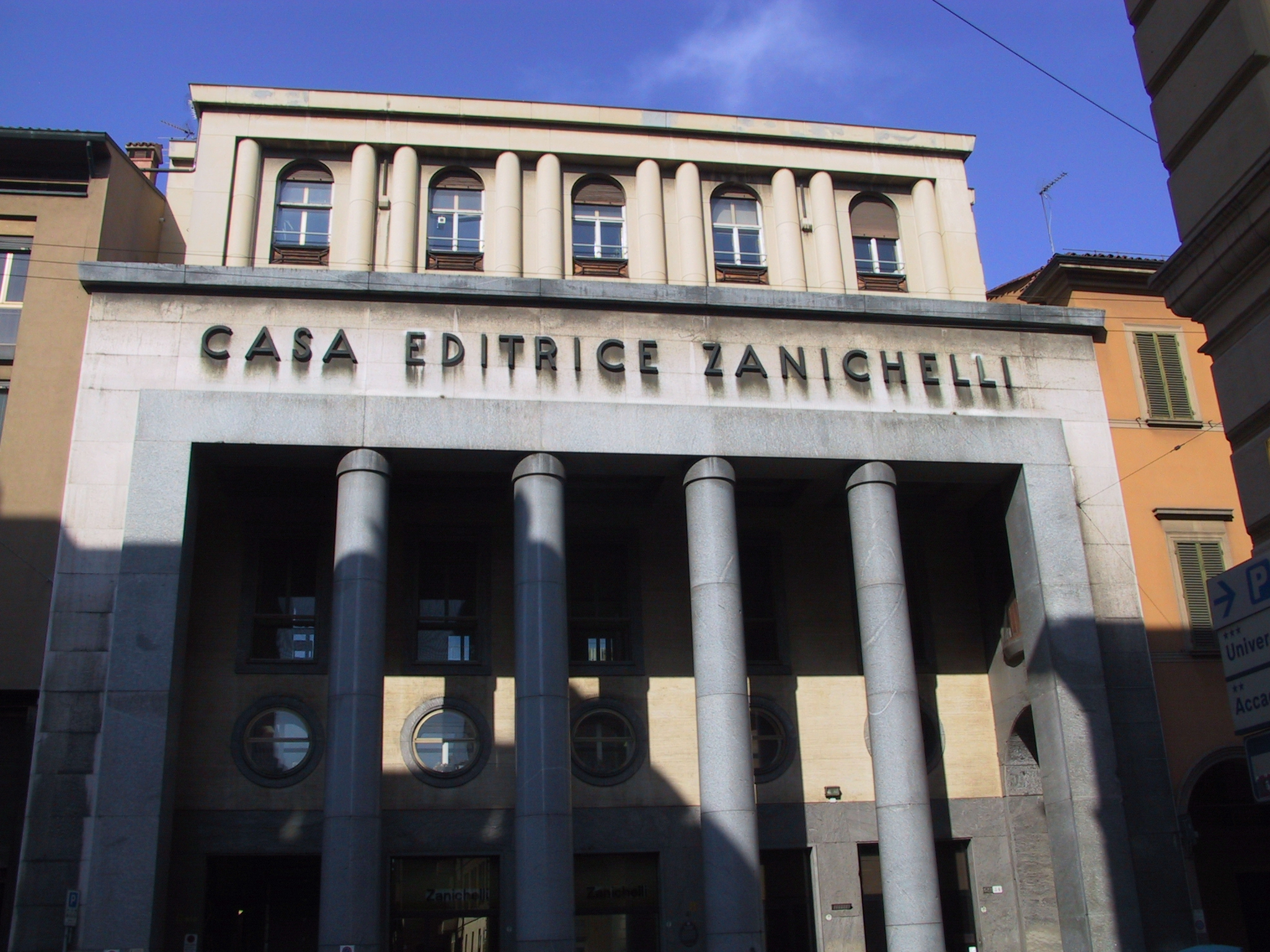
Facciata della sede centrale di Casa Zanichelli, costruita negli anni trenta, sita in via Irnerio a Bologna

La Zanichelli editore S.p.A. è una casa editrice italiana.
Pubblica principalmente libri di testo per la scuola, libri universitari e professionali (testi giuridici e di medicina), dizionari, opere di consultazione e, in misura minore, libri di saggistica e divulgazione scientifica.

## Storia
La società fu fondata a Modena nel 1859 da Nicola Zanichelli. Dal 1866 risiede a Bologna, con l'acquisizione della libreria «Marsigli e Rocchi» sotto il Pavaglione. Tra i suoi autori illustri Giosuè Carducci e Giovanni Pascoli. Fu la prima a tradurre in italiano Sull'origine delle specie per selezione naturale di Charles Darwin (1864) e Sulla teoria speciale e generale della relatività di Albert Einstein (1921).
La Zanichelli ha rivolto la sua attenzione anche verso la scuola, integrando, a partire dagli anni 2010, la produzione libraria cartacea con strumenti digitali multimediali.

### Struttura societaria
La casa editrice si costituì in società anonima nel 1902, con un azionariato diffuso. Negli anni 1920 gli effetti della grande crisi provocarono una situazione economica assai critica, risolta con l'acquisizione (in parte pilotata da Mussolini) da parte del finanziere torinese Isaia Levi, senatore del Regno e cognato del matematico - ed autore della Casa - Federigo Enriques.
Nel 1930 Levi nominò direttore generale dell'azienda Esio della Monica e, nel 1946, trasferì le proprie azioni al nipote Giovanni Enriques e alle sue sorelle; Giovanni Enriques assunse la presidenza della società nel 1948, acquistò le azioni delle sorelle e diresse la società dal 1962: da allora la gestione è stata proseguita da membri della famiglia Enriques.
Nel 1982 si avvia la collaborazione con la casa editrice ferrarese Italo Bovolenta Editore, che pubblica i testi di chimica di Mario Rippa.
Nel 1987 viene acquisita la Casa Editrice Ambrosiana di Milano. Nel 1989 prende il controllo della casa editrice Loescher di Torino, che nel 2013 rileva il catalogo della casa editrice D'Anna. All'inizio del 2016 è acquisita la casa editrice Atlas di Bergamo.

## Pubblicazioni

### IlVocabolario della lingua italianadi Nicola Zingarelli (lo "Zingarelli")
Dal 1941 Zanichelli pubblica il Vocabolario della lingua Italiana di Nicola Zingarelli che, uscito incompleto a fascicoli nel 1917 e completo in volume nel 1922, era fino ad allora stato pubblicato da Bietti.

### Altro
Annualizzati sono anche il dizionario di inglese di Giuseppe Ragazzini, l'Atlante e il Nuovo Atlante Storico. L'attività di pubblicazione di opere di consultazione, in collaborazione con editori stranieri, nel 2003 ha ottenuto il Premio speciale per la traduzione del Ministero per i beni e le attività culturali per «il programma culturale che ha i suoi capisaldi nella lessicografia ».
Nel campo delle opere giuridiche, dal 1946 Zanichelli pubblica il Commentario del Codice Civile, il Commentario della legge Fallimentare e il Commentario della Costituzione, numerose opere professionali e per l'università e i codici (Codice civile e leggi collegate a cura di Giorgio De Nova, Codice di procedura civile e leggi collegate a cura di Corrado Ferri).
Il catalogo di varia, contiene, fra l'altro, testi di architettura, scienze naturali, alpinismo, giardinaggio, fotografia, grafica, nautica, sport. Tra questi il Dizionario dei film di Laura, Luisa e Morando Morandini.
Negli anni novanta del '900 ha dato vita alla biblioteca digitale LIZ - Letteratura Italiana Zanichelli.

## Marchi editoriali
Oltre che con il proprio marchio, Zanichelli pubblica con i marchi:
- Casa Editrice Ambrosiana (CEA)
- Clitt
- Bovolenta
- Esac
- Cremonese

Inoltre pubblica libri in coedizione con la casa editrice milanese Franco Lucisano Editore.

## Gruppo editoriale
Il gruppo comprende altri editori attivi nel campo dell'editoria scolastica e giuridica:
- Italo Bovolenta Editore S.p.A. - maggioranza
- Laboravi Fidenter S.r.l. (società finanziaria del gruppo)[9]
- Loescher
- D'Anna
- Atlas
- Casa Editrice Ambrosiana (CEA)
- Bonacci Editore
- Derva
- Eliseo